# OR8G2P
OR8G2P (англ. Olfactory receptor family 8 subfamily G member 2 pseudogene) – білок, який кодується однойменним геном, розташованим у людей на довгому плечі 11-ї хромосоми. Довжина поліпептидного ланцюга білка становить 304 амінокислот, а молекулярна маса — 33 950.
| 10         |  | 20         |  | 30         |  | 40         |  | 50         |
| ---------- |  | ---------- |  | ---------- |  | ---------- |  | ---------- |
| MVFLSSVETD |  | QRKMSAGNHS |  | SVTEFILAGL |  | SEQPELQLRL |  | FLLFLGIYVV |
| TVVGNLSMIT |  | LIGLSSHLHT |  | PMYYFLSGLS |  | FIDLCHSTII |  | TPKMLVNFVT |
| EKNIISYPEC |  | MTQLYFFLIF |  | AIAECHMLAV |  | TAYDRYVAIC |  | SPLLYNVIMS |
| YHHCFWLTVG |  | VYVLGILGST |  | IHTGFMLRLF |  | LCKTNVINHY |  | FCDLFPLLGL |
| SCSSTYINEL |  | LVLVLSAFNI |  | LTPALTILAS |  | YIFIIASILR |  | IRSTEGRSKA |
| FSTCSSHILA |  | VAVFFGSAAF |  | MYLQPSSVSS |  | MDQRKVSSVF |  | YTTIVPMLNP |
| QSIA       |  |            |  |            |  |            |  |            |

A: Аланін

C: Цистеїн

D: Аспарагінова кислота

E: Глутамінова кислота

F: Фенілаланін

G: Гліцин

H: Гістидин

I: Ізолейцин

K: Лізин

L: Лейцин

M: Метіонін

N: Аспарагін

P: Пролін

Q: Глутамін

R: Аргінін

S: Серин

T: Треонін

V: Валін

W: Триптофан

Кодований геном білок за функціями належить до рецепторів, g-білокспряжених рецепторів, білків внутрішньоклітинного сигналінгу. 
Локалізований у клітинній мембрані, мембрані.